# Лешно (Минская область)
Лешно (бел. Ле́шна) — деревня в Молодечненском районе Минской области Беларуси. В составе Тюрлевского сельсовета.

## География
Ближайшие населённые пункты Асаново, Домаши, Лебедево и др.

## История
В 1904 году в Лебедевской волости Вилейского уезда Виленской губернии Российской империи.

## Население

### Численность
- 2019 год — 75 жителей

### Динамика
- 1999 год — 90 жителей (перепись населения)
- 2009 год — 90 жителей (перепись населения)[3]
- 2019 год — 75 жителей (перепись населения)

## Улицы
- Липовая
- Луговая
- Полевая
- Южная

## Достопримечательность
- Фрагменты усадьбы Саковичей.
- Криница Лешно — гидрологический памятник природы местного значения.

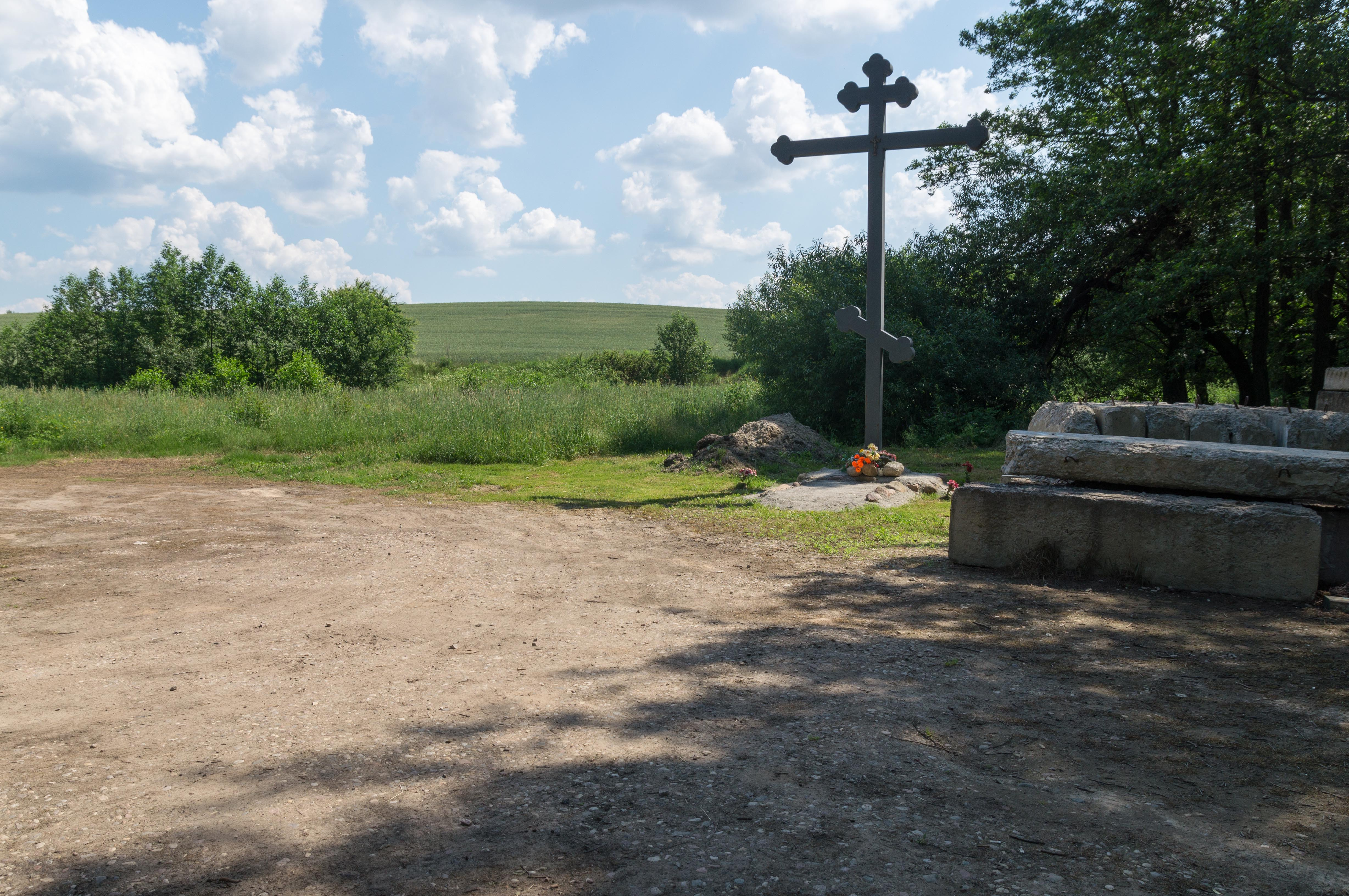
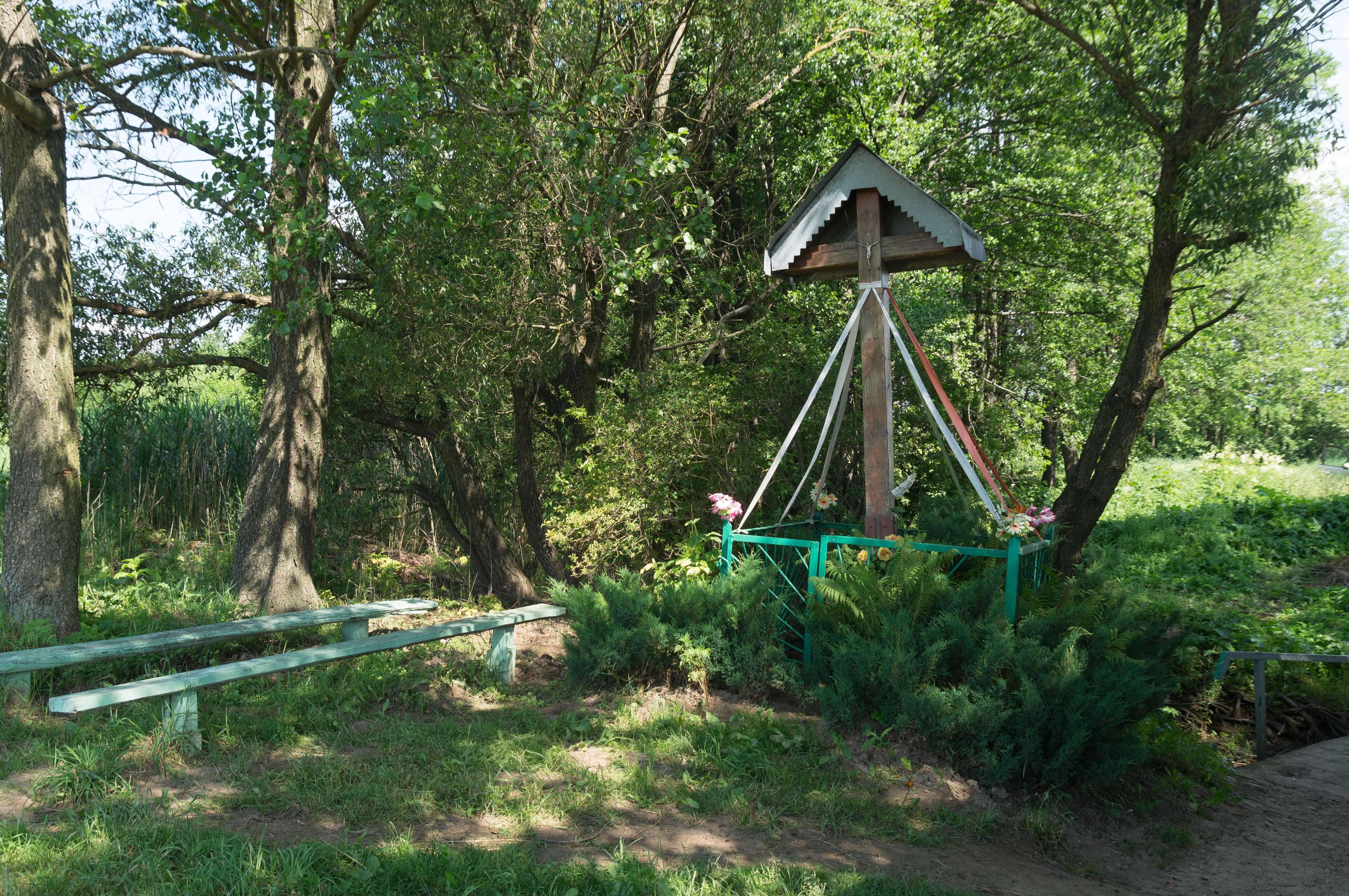
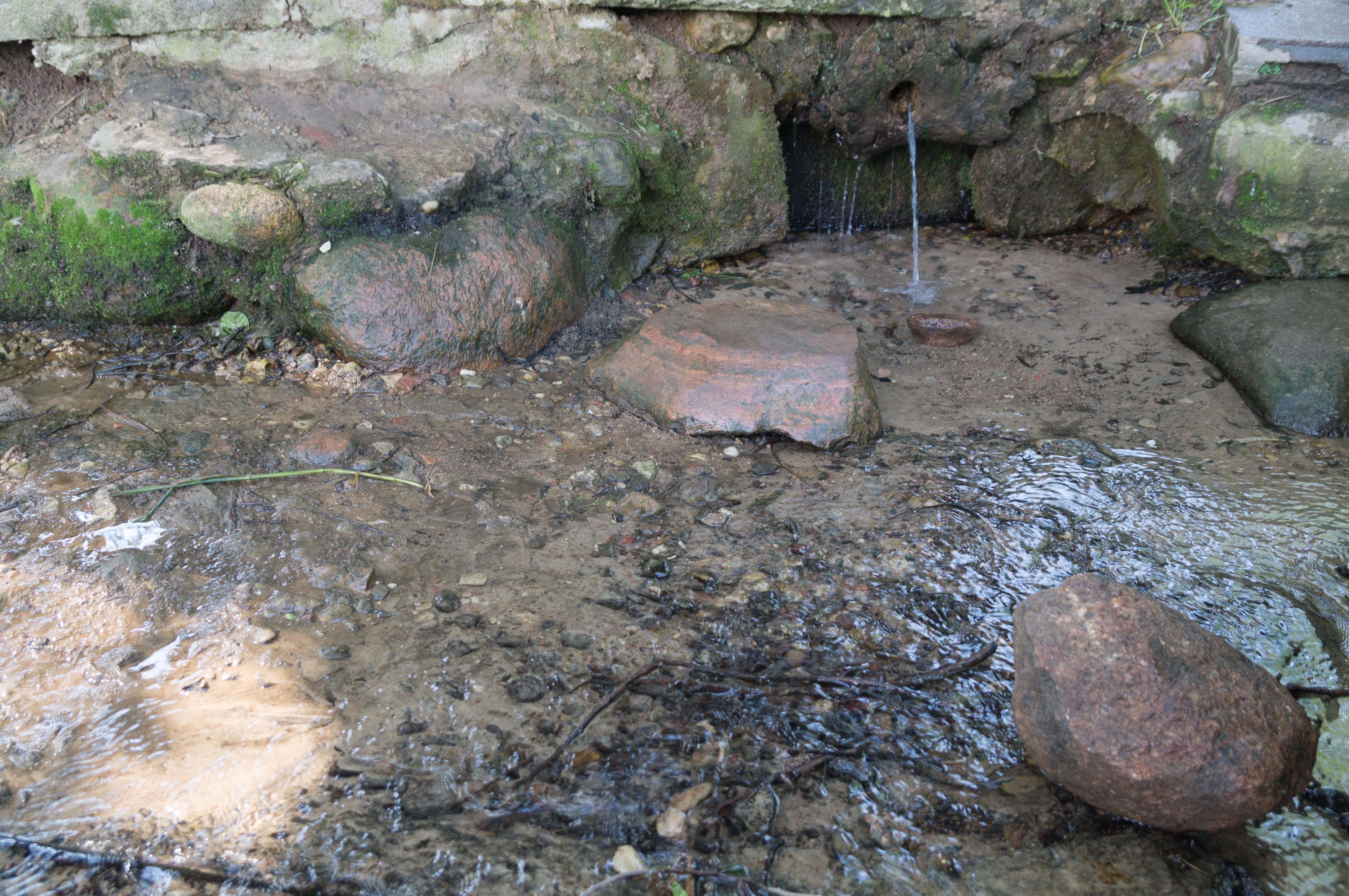
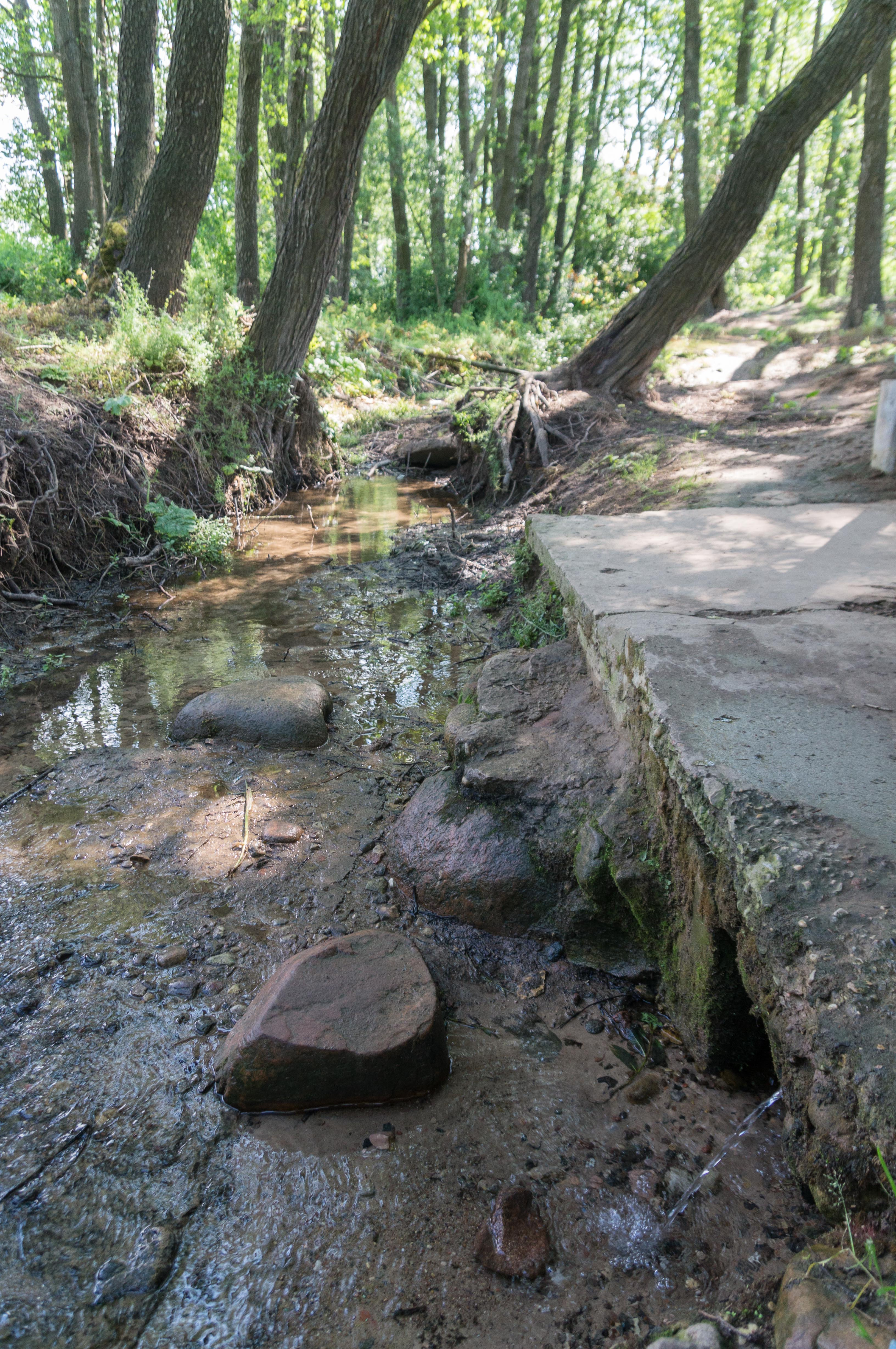